# Jalgpalliklubi Levadia Pärnu
Lo Jalgpalliklubi Pärnu Levadia, anche abbreviato come JK Levadia Pärnu, noto più semplicemente come Levadia Pärnu, era una società calcistica estone di Pärnu.

## Storia
Il club fu fondato nel 2000 sponsorizzato dal progetto Levadia, già presente a Maardu con la squadra Levadia Maardu e in procinto di allargarsi anche a Tallinn (dove nel 2001 prenderà forma il Levadia Tallinn).
Il Levadia Pärnu disputò la II Liiga, vinse il proprio girone e ottenne la promozione in Esiliiga. Nella stagione successiva si classificò al primo posto anche in seconda serie e fu dunque promossa in Meistriliiga, in cui raggiunse le altre due squadre Levadia.
L'esperienza in massima serie fu invece complicata: infatti la squadra era perlopiù composta dalle riserve del Levadia Maardu e del Levadia Tallinn, e arrivò ultima.
A fine stagione la sponsorizzazione si ritirò da Pärnu e la squadra venne assorbita dal Vaprus Pärnu, permettendo così a quest'ultima, nel frattempo decaduta nelle categorie inferiori, di tornare a disputare l'Esiliiga.

## Cronistoria

### Partecipazione ai campionati
| Livello | Categoria    | Partecipazioni | Debutto | Ultima stagione | Totale |
| ------- | ------------ | -------------- | ------- | --------------- | ------ |
| 1º      | Meistriliiga | 1              | 2002    | 2002            | 1      |
| 2º      | Esiliiga     | 1              | 2001    | 2001            | 1      |
| 3º      | II Liiga     | 1              | 2000    | 2000            | 1      |

## Palmarès

### Competizioni nazionali
- Esiliiga: 1

2001
- II Liiga: 1

2000 (girone Sud/Ovest)